# Grand-Charmont
Grand-Charmont – miejscowość i gmina we Francji, w regionie Burgundia-Franche-Comté, w departamencie Doubs.
Według danych na rok 1990 gminę zamieszkiwało 5605 osób, a gęstość zaludnienia wynosiła 1229 osób/km² (wśród 1786 gmin Franche-Comté Grand-Charmont plasuje się na 21. miejscu pod względem liczby ludności, natomiast pod względem powierzchni na miejscu 838.).

## Miasta partnerskie
- Kędzierzyn-Koźle